# Esbarres
Esbarres ist eine französische Gemeinde mit 681 Einwohnern (Stand: 1. Januar 2022) im Département Côte-d’Or in der Region Bourgogne-Franche-Comté. Sie gehört zum Arrondissement Beaune und zum Kanton Brazey-en-Plaine.
Nachbargemeinden sind Magny-lès-Aubigny im Nordwesten, Brazey-en-Plaine im Nordosten, Saint-Usage im Osten, Pagny-le-Château im Südosten, Pagny-la-Ville im Süden, Bonnencontre im Südwesten und Charrey-sur-Saône im Westen.

## Bevölkerungsentwicklung
| Jahr                       | 1962 | 1968 | 1975 | 1982 | 1990 | 1999 | 2008 | 2015 |
| -------------------------- | ---- | ---- | ---- | ---- | ---- | ---- | ---- | ---- |
| Einwohner                  | 673  | 653  | 621  | 633  | 646  | 621  | 763  | 717  |
| Quellen: Cassini und INSEE |      |      |      |      |      |      |      |      |

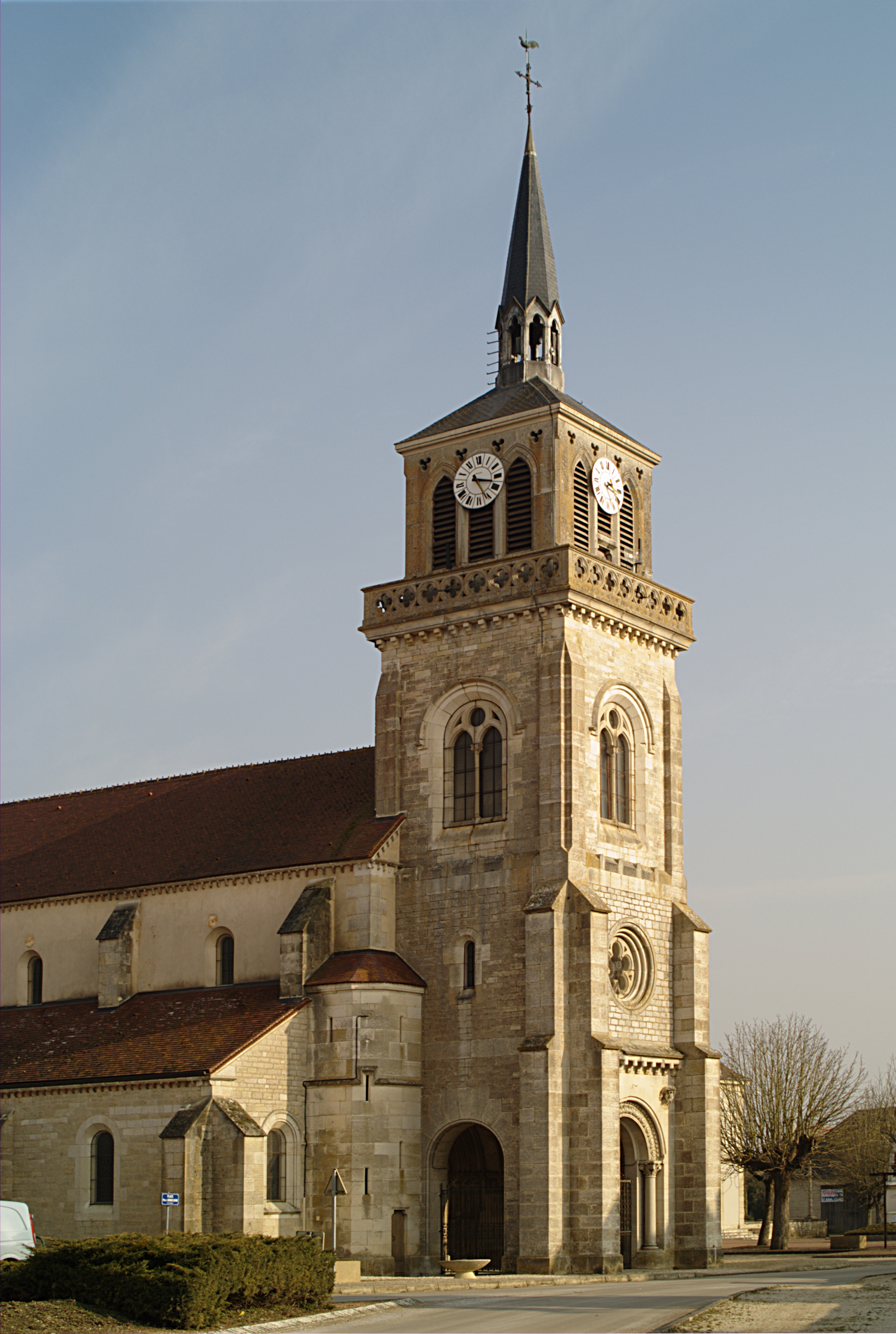
Geburts-Kirche (Église de la Nativité), Monument historique seit 1925
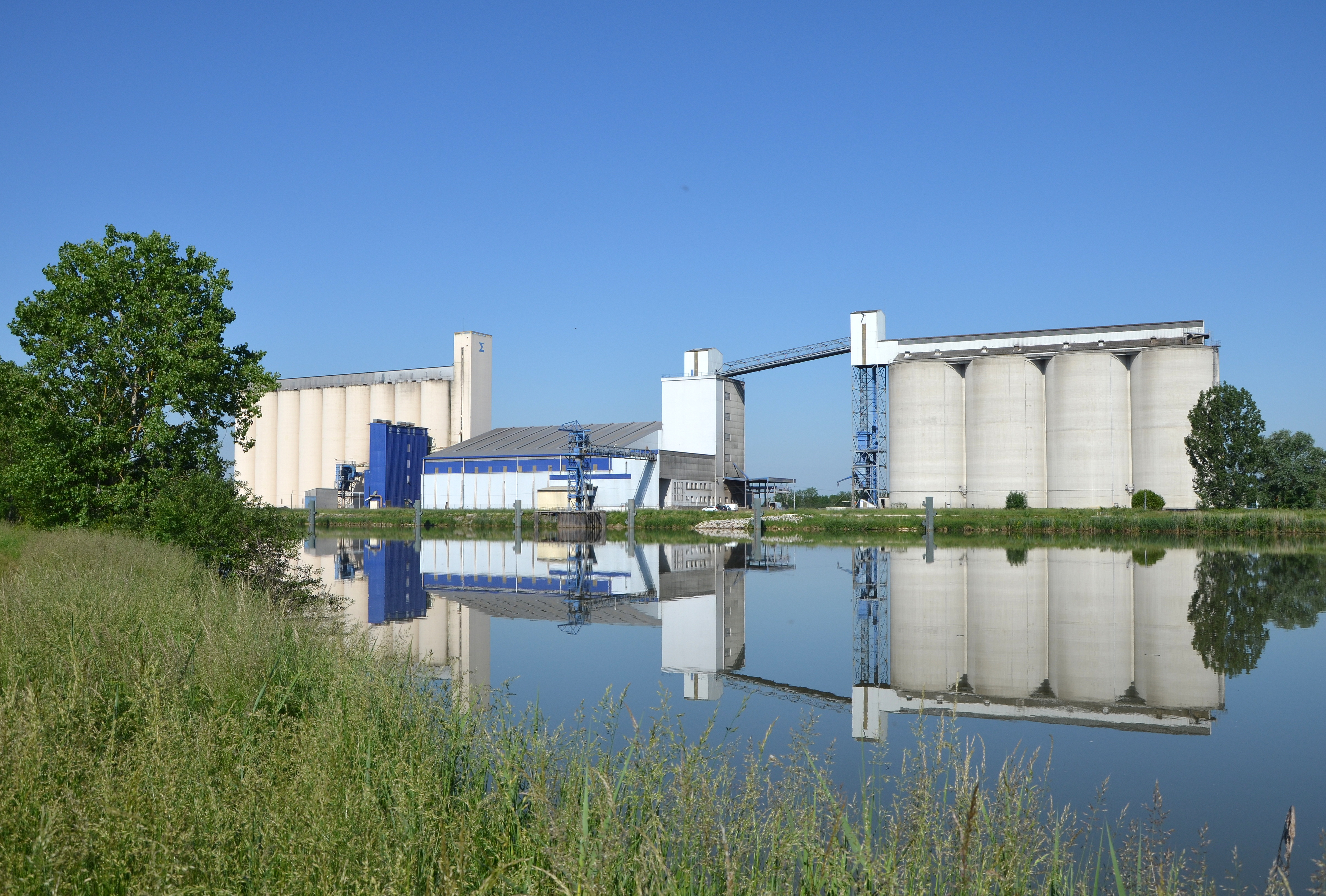
Silos an der Saône bei Esbarres